# Marie Closset
Marie Closset, född (enligt vissa källor) 16 augusti 1873 eller också 1875 i Bryssel, död 20 juli, 1952 var en belgisk författare och poet som skrev under pseudonymen Jean Dominique. Hon tillhörde gruppen "Peacocks", vars centrum var den belgiske målaren Théo Rysselberghe och hon var vän, musa och mentor till poeten May Sarton. En av Clossets dikter, Le Don silencieux, har tonsatts av Gabriel Fauré. 